# 中國字庋㩪法

中國字庋㩪法，是史學家洪業發明的漢字檢字法，用於哈佛燕京學社引得編纂處編印古書引得。這檢字法把每個漢字編成6個號碼，按號碼先後排列。

## 名稱
「庋㩪」兩字原意為放入、取出，此處喻為編引得者用這方法編入引得，使用引得者用這方法從引得檢出。
按洪業所言，這兩字以古音讀作「詭絜」，借訓詁學的音訓法，引出另一個含意：因為他發明這檢字法，借用了各種檢字法；「詭」字解作狡猾，「絜」字解作修整，合起來用以指這方法不是他的創造，而是把其他方法，用小聰明拼湊修改而成。
洪業又以庋㩪為動詞，以這方法為某字編碼，稱作庋㩪某字。
這檢字法的編號方法，也緊扣著其名稱中國字庋㩪五字。

## 方法
先將漢字分為五體，每體規定取四角順序：
| 代表 | 號碼 | 名稱   |
| ---- | ---- | ------ |
| 中   | 1    | 單體字 |
| 國   | 2    | 包托體 |
| 字   | 3    | 上下體 |
| 庋   | 4    | 左殼體 |
| 㩪   | 5    | 左右體 |

每體又稱作「中體」「國體」等。
單體字四角順序取上左、上右、下左、下右，其餘各體字先分兩部份，次序為外內、左右、上下，每部份取上左、下右兩角，但左殼體的左旁取上右、下左兩角。
按「庋㩪」筆順定十種筆劃，四角按此取號：
| 代表 | 代表 | 號碼 | 筆劃                                   |
| ---- | ---- | ---- | -------------------------------------- |
| 庋   | 丶   | 0    | 點                                     |
| 庋   | 一   | 1    | 橫、挑、右鉤之橫                       |
| 庋   | 丿   | 2    | 撇、直、左鉤之直及斜直                 |
| 庋   | 十   | 3    | 兩筆相交，而至少有一筆為正橫或正直者   |
| 庋   | 又   | 4    | 兩筆相交，而皆斜行                     |
| 㩪   | 扌   | 5    | 直及斜直之插透兩筆以上者               |
| 㩪   | 糸   | 6    | 糸之各部分，及各變體                   |
| 㩪   | 丆   | 7    | 橫或直以其中間之上下或左右連於直或橫者 |
| 㩪   | 目   | 8    | 一筆之轉或兩筆相接而成一角者           |
| 㩪   | 八   | 9    | 八與人及其變體                         |

最後再為每個字計算其內方格數目，添為第六個號碼。方格的計算規則為：
1. 外形像方格，但底不正或不成方格者，不算。如：夕（1/128200）、黽（1/88816）、凸（1/88880）、亞（1/70700）。
2. 方格中還有其它筆劃或小方格者，不算方。如：回（2/88881）一方、田（2/88304）四方、目（1/88113）三方，而曾（2/90882）字上部、西（1/70881）、四（2/88210）的大方格皆不算。
3. 若是因字體而將字拆分，且拆分出來的部分與餘下的分部共組成方格，這部分的方格不算。但「國體」例外，國體之字，由其拆分後內外部分所組成的方格仍要計算。如：隹（5/90070）0 方但集（3/97363）3 方、無（4/90363）3方但蕪（3/33966）6方。而國體中的田（2/88304）4方。
4. 如果是從⺼（肉）者，因為鉛字大多會訛⺼為月，所以其方格皆以 2 計算。如：肝（5/82732）2方。
5. 超過 9 個，就以 9 計。如：畾（3/88889）、轟（3/50559）。

## 舉例
庋㩪「田」字：
- 「田」字為包托體，號碼為2/，分成外「囗」內「十」兩部份。

- 先取外部上左下右兩角，兩角皆為兩筆相接成角，得88，

- 再取內部上左下右兩角，因上左已全取「十」，下右角不重取，得30，

- 其內有四個方格，號碼為4。

故得「田」字號碼為2/88304。